# Bartolomeo Terchi
Bartolomeo Terchi (Roma, 1691 – Viterbo, 10 settembre 1766) è stato un ceramista italiano (toscano e romano) del XVIII secolo.

## Biografia
Nato a Roma nel 1691 da famiglia di origini fiorentine, si spostò a San Quirico d'Orcia nel 1717 dopo aver appreso il mestiere probabilmente a Roma. Lavorò presso la manifattura di maiolica fondata dai Chigi e attiva per tutto il XVIII secolo ("Fonte alla Vena"), che produceva per il consumo privato della famiglia. Di questa manifattura resta presso il Museo del Louvre un piatto con storie di Mosè, firmato da Terchi.
Nel 1724 cedette la propria bottega e si spostò a Siena e di qui nel 1735, a Bassano Romano, dove resta una Madonna con bambino in maiolica del 1748, collocata in un'edicola del "Ponte delle vaschie".
Muore a Viterbo dove si era trasferito con la famiglia, e dove i figli continueranno a produrre ceramiche.
Le tematiche delle sue rappresentazioni si riferiscono a soggetti antichi, liberamente reinterpretati, ambientati nel paesaggio. Il materiali ceramico costituisce un supporto per la pittura
Mattonelle dipinte con storie di Mosè  sono conservate nel Museo "Acerbo" delle ceramiche di Castelli a Loreto Aprutino. A lui o alla sua bottega sono riferiti vasi liturgici dipinti con soggetti biblici, del 1730, conservati nel Museo storico cappuccino del convento di Recanavata a Camerino.. Un'anfora dipinta, datata anch'essa a circa il 1730 è presente nella Pinacoteca di Varallo.